# Prix Jules-Thibault
Le Prix Jules-Thibault est une course hippique de trot attelé se déroulant en juin (fin août ou début septembre avant 2022) sur l'hippodrome de Vincennes.
C'est une course de Groupe II réservée aux mâles de 4 ans, hongres exclus, ayant gagné au moins 25 000 €.
Elle se court sur la distance de 2 700 mètres (grande piste), départ volté. L'allocation s'élève à 120 000 € dont 54 000 € pour le vainqueur.
Avant 2004, la course était également ouverte aux femelles. Depuis 2004, l'équivalent du Prix Jules-Thibault pour les femelles est le Prix Guy-Le-Gonidec, ayant lieu le même jour. 
Créé en février 1948, le Prix Jules-Thibault prend la place dans le calendrier du Prix du Maine, couru dans les mêmes conditions, avec une distance un peu plus longue,. La course honore la mémoire de Jules Thibault, grand éleveur de trotteurs des années 1890 et 1900, au manoir de la Cour à Larré, dans l'Orne. Il gagna notamment deux éditions du prix du Président de la République en tant que propriétaire en 1898 avec Réclame et en 1911 avec Impétueux.

## Palmarès depuis 1962
| Année | Vainqueur          | Père               | Driver                   | Entraîneur               | Distance | Réd.km |
| ----- | ------------------ | ------------------ | ------------------------ | ------------------------ | -------- | ------ |
| 2025  | Lancier du Goutier | Ready Cash         | Théo Duvaldestin         | Thierry Duvaldestin      | 2 700 m  | 1'11"6 |
| 2024  | Krack Time Atout   | Face Time Bourbon  | Paul-Philippe Ploquin    | Sébastien Guarato        | 2 700 m  | 1'11"3 |
| 2023  | Jushua Tree        | Bold Eagle         | Jean-Michel Bazire       | Jean-Michel Bazire       | 2 700 m  | 1'12"5 |
| 2022  | Izoard Védaquais   | Bird Parker        | Éric Raffin              | Philippe Allaire         | 2 700 m  | 1'11"7 |
| 2021  | Hokkaido Jiel      | Brillantissime     | Pierre-Yves Verva        | Jean-Loïc-Claude Dersoir | 2 700 m  | 1'12"4 |
| 2020  | Gu d'Héripré       | Coktail Jet        | Franck Nivard            | Philippe Billard         | 2 700 m  | 1'13"3 |
| 2019  | Face Time Bourbon  | Ready Cash         | Björn Goop               | Sébastien Guarato        | 2 700 m  | 1'11"2 |
| 2018  | Énino du Pommereux | Coktail Jet        | Jean-Michel Bazire       | Sylvain Roger            | 2 700 m  | 1'12"8 |
| 2017  | Diablo du Noyer    | Jasmin de Flore    | David Thomain            | William Bigeon           | 2 700 m  | 1'14"1 |
| 2016  | Charly du Noyer    | Ready Cash         | Yoann Lebourgeois        | Philippe Allaire         | 2 700 m  | 1'15"2 |
| 2015  | Bold Eagle         | Ready Cash         | Franck Nivard            | Sébastien Guarato        | 2 700 m  | 1'14"  |
| 2014  | Athos des Elfes    | Ganymède           | Joël Van Eeckhaute       | Joël Van Eeckhaute       | 2 700 m  | 1'13"7 |
| 2013  | Village Mystic     | Love You           | Louis Baudron            | Louis Baudron            | 2 700 m  | 1'14"5 |
| 2012  | Up and Quick       | Buvetier d'Aunou   | Éric Raffin              | Franck Leblanc           | 2 700 m  | 1'14"1 |
| 2011  | The Best Madrik    | Coktail Jet        | Jean-Étienne Dubois      | Jean-Étienne Dubois      | 2 700 m  | 1'13"8 |
| 2010  | Sam Bourbon        | Goetmals Wood      | Jean-Pierre Dubois       | Jean Baudron             | 2 700 m  | 1'14"5 |
| 2009  | Repeat Love        | Coktail Jet        | Jean-Pierre Dubois       | Jean Baudron             | 2 700 m  | 1'14"  |
| 2008  | Quel Amour Dudel   | Joker de Rozoy     | Tony Le Beller           | Tony Le Beller           | 2 700 m  | 1'13"4 |
| 2007  | Perlando           | Giant Cat          | Jos Verbeeck             | Alphonse Vanberghen      | 2 700 m  | 1'14"4 |
| 2006  | Orlando Vici       | Quadrophenio       | Jean-Michel Bazire       | Fabrice Souloy           | 2 700 m  | 1'14"3 |
| 2005  | Nuage Noir         | Cyrus Buissonnay   | Thierry Duvaldestin      | Thierry Duvaldestin      | 2 700 m  | 1'15"3 |
| 2004  | Mage de la Mérité  | Echo               | Jos Verbeeck             | Yannick-Alain Briand     | 2 700 m  | 1'15"7 |
| 2003  | Lazio du Bourg     | Tadzio de la Motte | Joël Van Eeckhaute       | Joël Van Eeckhaute       | 2 700 m  | 1'15"7 |
| 2002  | Kiss Melody        | Extreme Dream      | Dominik Locqueneux       | Pierre-Désiré Allaire    | 2 700 m  | 1'15"2 |
| 2001  | Jordan du Bézirais | Volcan             | Jean-Michel Bazire       | Loic-Marie Dalifard      | 2 700 m  | 1'14"7 |
| 2000  | Ivory Pearl        | Coktail Jet        | Bertrand Lefèvre         | Bertrand Lefèvre         | 2 175 m  | 1'14"8 |
| 1999  | Hulk des Champs    | Blue Dream         | Philippe Allaire         | Philippe Allaire         | 2 100 m  | 1'14"1 |
| 1998  | Gavroche Perrine   | Ténor de Baune     | Jean-Baptiste Bossuet    | Jean-Baptiste Bossuet    | 2 700 m  | 1'13"3 |
| 1997  | Full Account       | Passionnant        | Jean-Étienne Dubois      | Jean-Étienne Dubois      | 2 700 m  | 1'15"6 |
| 1996  | Envieuse           | Sancho Pança       | Jean-Étienne Dubois      | Jean-Étienne Dubois      | 2 700 m  | 1'15"2 |
| 1995  | Dahir de Prélong   | Fakir du Vivier    | Bertrand Lefèvre         | Bertrand Lefèvre         | 2 700 m  | 1'16"7 |
| 1994  | Cygnus d'Odyssée   | Workaholic         | Jean-Philippe Dubois     | Jean-Philippe Dubois     | 2 700 m  | 1'15"2 |
| 1993  | Buvetier d'Aunou   | Royal Prestige     | Jean-Pierre Dubois       | Jean-Pierre Dubois       | 2 100 m  | 1'15"2 |
| 1992  | Autour d'Aunou     | Speedy Somolli     | Jean-Étienne Dubois      | Jean-Étienne Dubois      | 2 100 m  | 1'16"1 |
| 1991  | Vasquez            | Muscle             | Jean-Pierre Dubois       | Jean-Pierre Dubois       | 2 100 m  | 1'16"3 |
| 1990  | Ultra Ducal        | Buffet II          | Paul Viel                | Paul Viel                | 2 100 m  | 1'15"6 |
| 1989  | Tabac Blond        | Kidy               | Bernard Bedeloup         | Bernard Bedeloup         | 2 100 m  | 1'17"  |
| 1988  | Speaker            | Harmol             | Joël Hallais             | Joël Hallais             | 2 100 m  | 1'14"9 |
| 1987  | Renoso             | Buffet II          | Ulf Nordin               | Ulf Nordin               | 2 100 m  | 1'15"3 |
| 1986  | Quito de Talonay   | Florestan          | Jean-René Gougeon        | Jack de Bellaigue        | 2 100 m  | 1'16"9 |
| 1985  | Perrin Dandin      | Grape Fruit        | Bernard Oger             | Léopold Verroken         | 2 300 m  | 1'17"6 |
| 1984  | Ourasi             | Greyhound          | Jean-René Gougeon        | Raoul Ostheimer          | 2 275 m  | 1'17"  |
| 1983  | Nodesso            | Quioco             | Bernard Bedeloup         | Bernard Bedeloup         | 2 250 m  | 1'18"6 |
| 1982  | Moscantido         | Toscan             | Gérard Mottier           | Gérard Mottier           | 2 250 m  | 1'18"8 |
| 1981  | Lutin d'Isigny     | Firstly            | Jean-Paul André          | Jean-Paul André          | 2 250 m  | 1'17"7 |
| 1980  | Katinka            | Kerjacques         | Jean-René Gougeon        | Jean-René Gougeon        | 2 250 m  | 1'18"8 |
| 1979  | Jean               | Vimont             | François-Georges Louiche | François-Georges Louiche | 2 250 m  | 1'19"6 |
| 1978  | Ianthin            | Vésuve T           | Paul Delanoë             | Paul Delanoë             | 2 250 m  | 1'20"4 |
| 1977  | Hadol du Vivier    | Mitsouko           | Jean-René Gougeon        | Henri Levesque           | 2 350 m  | 1'17"6 |
| 1976  | Gamélia            | Kerjacques         | Pierre-Louis Marie       | Dominique de Bellaigue   | 2 350 m  | 1'19"9 |
| 1975  | Fakir du Vivier    | Sabi Pas           | Michel-Marcel Gougeon    | Pierre-Désiré Allaire    | 2 350 m  | 1'19"5 |
| 1974  | Éléazar            | Kerjacques         | Léopold Verroken         | Léopold Verroken         | 2 350 m  | 1'22"  |
| 1973  | Dissy              | Macar              | Michel Lecacheux         |                          | 2 350 m  |        |
| 1972  | Cotentin           | Paléo              | Jean-René Gougeon        |                          | 2 350 m  | 1'20"4 |
| 1971  | Buffet II          | Nonant le Pin      | Louis Hanse              |                          | 2 350 m  | 1'19"  |
| 1970  | Alexis III         | Narioca            | André-Denis Ollivaud     |                          | 2 350 m  | 1'19"2 |
| 1969  | Vismie             | Nivôse             | A. Mauger                |                          | 2 350 m  | 1'20"4 |
| 1968  | Une de Mai         | Kerjacques         | Jean-René Gougeon        |                          | 2 350 m  | 1'20"1 |
| 1967  | Toscan             | Kerjacques         | Michel-Marcel Gougeon    |                          | 2 350 m  | 1'19"2 |
| 1966  | Séduisant M        | Voronoff           | Nicolas Roussel          |                          | 2 350 m  | 1'21'7 |
| 1965  | Robert P           | Euripide           | J. Mascle                |                          | 2 350 m  | 1'20"4 |
| 1964  | Quosiris D         |                    | Hormann                  |                          | 2 350 m  | 1'21"5 |
| 1963  | Ponant             | Hector IV          | Jean Riaud               |                          | 2 350 m  | 1'22"2 |
| 1962  | Ourfa              | Quiroga II         | Laurent Della Roca       |                          | 2 350 m  |        |

## Sources
- Pour les conditions de course et les dernières années du palmarès : site de la SETF
- Pour les courses plus anciennes : archives des quotidiens  (Ouest-France, Sud-Ouest…)